# Katarina Ježić
Katarina Ježić (n. 19 decembrie 1992, în Rijeka) este o handbalistă croată care evoluează pe postul de pivot pentru clubul românesc HC Dunărea Brăila. În sezonul 2015-2016 ea a evoluat pentru HCM Baia Mare. Din ianuarie 2017 până în 2022, handbalista a jucat pentru clubul maghiar Siófok KC. În 2019, ea a câștigat, alături de Siófok KC, Cupa EHF. Din 2022, Ježić a evoluat pentru Kastamonu iar în februarie 2023 s-a transferat la Vipers Kristiansand. Alături de Vipers Kristiansand, ea a câștigat ediția 2022-2023 a Ligii Campionilor. În 2023, ea a semnat cu HC Dunărea Brăila. Ježić este și componentă a echipei Croației, alături de care a participat la Campionatul Mondial din 2011, desfășurat în Brazilia. În 2020, ea a cucerit cu selecționata Croației medalia de bronz la Campionatul European.

## Palmares
- Campionatul European:
  -  Medalie de bronz: 2020

- Liga Campionilor:
  -  Câștigătoare: 2023
  -  Finalistă: 2014
  - Sfertfinalistă: 2016
  - Grupe principale: 2013
  - Grupe: 2015

- Cupa Cupelor:
  - Optimi de finală: 2015

- Liga Europeană:
  -  Finalistă (Turneul Final Four): 2021
  - Locul IV (Turneul Final Four): 2024

- Cupa EHF:
  -  Câștigătoare: 2019
  - Semifinalistă: 2020

- Cupa Challenge:                           
  - Semifinalistă: 2012

- Campionatul Croației:
  -  Medalie de argint: 2012

- Cupa Croației:
  -  Finalistă: 2012, 2015

- Campionatul Muntenegrului:
  -  Câștigătoare: 2013, 2014

- Cupa Muntenegrului:
  -  Câștigătoare: 2013, 2014

- Liga Regională:
  -  Câștigătoare: 2013, 2014

- Campionatul Ungariei:
  -  Medalie de bronz: 2019

- Cupa Ungariei:
  -  Medalie de bronz (Turneul Final Four): 2022
  - Locul 4 (Turneul Final Four): 2018

- Supercupa Turciei:
  -  Câștigătoare: 2022

- Campionatul Norvegiei:
  -  Câștigătoare: 2023

- Cupa Norvegiei:
  -  Câștigătoare: 2023

- Liga Națională:
  -  Medalie de argint: 2016

- Cupa României:
  -  Finalistă: 2024
  -  Medalie de bronz: 2016

- Supercupa României:
  -  Câștigătoare: 2015
  -  Medalie de bronz: 2023

## Distincții individuale
- Pivotul echipei ideale All-Star Team la Campionatul European pentru Tineret: 2011;[16]